# 高木二朗
高木 二朗（たかぎ じろう、1928年3月9日 - ）は日本の俳優。

## 来歴
早稲田高等工学校卒業。1949年、太泉アーチストグループに入る。翌1950年に映画デビュー。1953年から1958年まで東映の専属だった。その後はテレビ時代劇などでも活躍した。

## 出演

### 映画
- 戦火の果て（1950年） ※ 映画デビュー作[2]
- 母系図（1953年、東映） - 兄、弘
- 花と竜 第二部 愛憎流転（1954年、東映） - 中山
- 少年姿三四郎 第一部山岳の決闘（1954年、東映） - 壮士
- 少年姿三四郎 第二部（1954年、東映） - 壮士
- 若者よ! 恋をしろ（1954年、東映） - 今井田五郎
- 暗黒街の脱走（1954年、東映） - 羽鳥
- 八百屋お七 ふり袖月夜（1954年） - 旗本若林
- 人生劇場 望郷篇 三州吉良港（1954年、東映） - 赤井半吾
- 壮烈神風特攻隊（1954年）  - 関口大尉
- 継母（1954年） - 横沢良平
- 忠治外伝 火の車お万（1954年） - 板割浅太郎
- 母を尋ねて幾山河（1954年） - 伊那の安五郎
- 姿三四郎 第一部（1955年、東映） - 戸田雄次郎
- 青春航路 海の若人（1955年） - 宮崎信義
- 飛燕空手打ち 三部作（1955年、東映） - 山口寛
- 復讐の七仮面（1955年、東映） - 塚口警部補
- 母水仙（1955年、東映） - 波野
- 力闘空手打ち・三部作（1955年、東映） - 相原俊介
- サラリーマン 続・目白三平（1955年、東映） - 駅員B
- 殺人現行犯（1955年） - 柴栄一
- 赤穂浪士 天の巻・地の巻（1956年） - 片田勇之進
- 大地の侍（1956年） - 吉原兵太郎
- 狸小路の花嫁（1956年） - 最上喜助
- 悲恋 おかる勘平（1956年） - 大野定九郎
- 大学の石松（1956年） - 大野政治
- 無法街（1956年） - 船曳刑事
- にっぽんGメン 特別武装班出動（1956年） - 笠野刑事
- 地下鉄三四郎（1956年） - 平沢
- 夕日と拳銃 日本篇 大陸篇（1956年） - 陳小海
- 拳銃を捨てろ（1956年） - 新聞記者石原
- 恐怖の空中殺人（1956年、東映） - 山村刑事
- 大学の石松 ぐれん隊征伐 太陽族に挑戦す（1956年） - 大野政治
- 母星子星（1957年） - 栗林健次
- 大学の石松 女群突破（1957年） - 大野政治
- さけぶ雷鳥 三部作（1957年） - 細川圭之介
- 股旅男八景 殿さま鴉（1957年） - 矢車の郁造
- 仇討崇禅寺馬場（1957年） - 遠城宗左衛門
- 青い海原（1957年） - 小田切
- こけし子守唄 夕やけ鴉（1957年） - 信吉
- 爆音と大地（1957年） - 米久保
- 逢いたいなァあの人に（1957年） - 樫村良一
- どたんば（1957年） - 新聞記者A
- ジェット機出動 第101航空基地（1957年） - 内藤三佐
- 母つばめ（1958年） - 青木信吉
- 多羅尾伴内 十三の魔王（1958年） - 福村警部補
- 少年探偵団 透明怪人（1958年） - 黒田
- 少年探偵団 首なし男（1958年） - 黒田
- 三代目 魚河岸の石松（1958年） - 吉原
- 不敵なる反抗（1958年） - 石川刑事
- 警視庁物語 七人の追跡者（1958年） - 松原
- 奴の拳銃は地獄だぜ（1958年） - 坪内警部補
- 裸の太陽（1958年） - 炎弥十郎
- 風雲新撰組（1961年） - 炎弥十郎
- 太陽を抱く女（1964年） - 職工長
- いも侍・蟹右衛門（1964年） - 乙骨伴作
- この空のある限り（1964年） - 松崎弥太郎
- いも侍・抜打ち御免（1965年） - 奥村鍬次郎
- 暴れ犬（1965年） - 咲山一作
- 殴り込み侍（1965年） - 山田典膳
- 昭和残侠伝 一匹狼（1966年） - 木崎
- 侠客三国志 佐渡ケ島の決斗（1966年） - 角本巌
- 百万人の大合唱（1972年） - 新田義和
- 影狩り ほえろ大砲（1972年） - 根岸玄番
- 億万長者になった男。（1994年、ヒーロー）

### ドラマ
- 遊星王子（大空魔団篇）（1959年、NTV / 宣弘社） - 堀田博士
- 夜のプリズム（1959年、NTV）
- 恐怖のミイラ（1961年、NTV / 宣弘社） - 青井部長刑事
- 隠密剣士 第二部 忍法甲賀衆 第1話「忍法変幻」（1963年、TBS / 宣弘社）- 名張左伝
- 燃ゆる白虎隊（1965年、TBS）- 茂木太郎左衛門
- 三匹の侍（CX / 松竹）
  - 第4シリーズ 第12話「悪銭」（1966年） - 桧垣
  - 第5シリーズ 第18話「つわものの夢」（1968年） - 坊堂弥八郎
  - 第6シリーズ（1968年）
    - 第10話「花かげろう」 - 脇坂左内
    - 第12話「土は哭いていた」 - 勘定奉行

  - 新三匹の侍 第10話「決闘三対三」（1970年） - 高島徹之介
- 特別機動捜査隊（NET / 東映）
  - 第224話「春の突風」（1966年）
  - 第252話「雷雨」（1966年）
  - 第451話「雨の中の慕情」（1970年） - 野平
  - 第483話「俺は三船刑事だ」（1971年） - 篠原
  - 第516話「涙の季節風」（1971年） - 南雲
  - 第685話「暗黒街ひとりぼっち」（1974年） - 島崎
  - 第702話「消えた一千万円」（1975年） - 清原
  - 第717話「わたしが殺した男」（1975年） - 神谷捜査一課長
  - 第736話「ガラスの橋」（1975年） - 西崎
  - 第754話「ドキュメント暴行」（1975年） - 東刑事
  - 第771話「新宿海峡」（1976年） - 阿久津 ※高木次朗名義
  - 第801話「浮気の報酬」（1977年）
- 光速エスパー 第6話「超生命フロスター」（1967年、NTV / 宣弘社）
- 姿三四郎 第10話「スパーラの挑戦」（1970年、NTV /松竹） - 八田
- 大江戸捜査網（12ch→TX）
  - 第2話「裏街道に命を賭けて」（1970年） - 蛭沢 （高木二郎名義）
  - 第51話「仇討情話」（1971年） - 田沢平之進
  - 第75話「おふくろ慕情」（1972年） - 赤城平八郎
  - 第168話「大江戸市街戦」（1974年） - 大和田主膳 （高木二郎名義）
  - 第298話「お化け屋敷に消えた美女」（1977年） - 武宮内膳
  - 第385話「純愛に賭けた色事師」（1979年） - 片倉右京
  - 第425話「女忍者涙の姉妹愛」（1980年） - 桑名能登守政次
  - 第443話「海女が明かす大爆破の謎」（1980年） - 小宮山
  - 第457話「おんな蟻地獄」（1980年） - 仙台屋
  - 第488話「地獄からもどった用心棒」（1981年） - 倉橋安之助
  - 第507話「傷だらけの人質救出作戦」（1981年） - 相良典膳
  - 第532話「女心が悪を斬る」（1982年） - 源造
  - 第540話「殺し屋軍団 逆転の切り札」（1982年） - 疾風の三郎左
  - 第555話「女狩り 黒い十手の怨み節」（1982年） - 高堂若狭守
  - 第595話「父が叫ぶ! 非行少女暴走絵図」（1983年） - 矢部
  - 第613話「一番手柄! 涙の母恋唄」（1983年） - 黒沼竜之助
  - 新 大江戸捜査網 第8話「変幻殺し屋人別帳」（1984年） - 肥前屋滝蔵
- 大河ドラマ（NHK）
  - 春の坂道（1971年） - 多羅尾又兵衛
  - 峠の群像（1982年） - 宮石所左衛門
- 仮面ライダー 第68話「死神博士 恐怖の正体?」（1972年、MBS / 東映） - 熊木
- 水戸黄門 第4部 第26話「黄金の誘惑」（1973年、TBS / C.A.L） - 黒田伊十郎
- 八州犯科帳 第8話「色地蔵に濡れた女」（1974年、CX / C.A.L） - 上方屋
- 伝七捕物帳 （NTV）
  - 第86話「返す十手に情けの涙」（1975年）- 徳蔵
  - 第99話「命をかけた一分銀」（1976年）- 戸田正継
  - 第105話「鳥追い無情」（1976年）- 弥吉
  - 第143話「冥土からきた男」（1977年）- 寅五郎
- 破れ傘刀舟 悪人狩り （NET / 三船プロ）
  - 第15話「笹りんどう散る」（1975年） - 内藤監物
  - 第45話「娘を売る市場」（1975年） - 上州屋清兵衛
  - 第62話「許されざる愛」（1975年） - 大垣刑部
  - 第98話「死神のくれた赤ん坊」（1976年） - 小野左門
- 破れ奉行 第18話「炎の女囚狩り」（1977年、ANB / 中村プロ） - 榊原忠保
- 太陽にほえろ! 第261話「偽証」（1977年、NTV / 東宝） - 高村伸三
- 花王 愛の劇場
  - 岸壁の母（1977年、TBS） - 刑事
- 桃太郎侍（NTV / 東映）
  - 第79話「女を変える化粧水」（1978年） - 両国屋悦蔵
  - 第214話「その喧嘩俺が買った!」（1980年） - 伊勢屋六左衛門
- 大空港 （CX / 松竹）
  - 第2話「国際空港 1978年夏」（1978年）
  - 第68話「報復の弾道が闇を裂く!頂上作戦・地獄の綱渡り」(1980年) - 日栄産業社長（組長）
- 江戸川乱歩の美女シリーズ 第9作「赤いさそりの美女」（1979年6月9日、ANB / 松竹）
- 遠山の金さん 第2シリーズ 第28話「地獄極楽 蛇の目傘」（1979年、ANB / 東映） - 萩原彦九郎
- 必殺シリーズ（ABC / 松竹）
  - 必殺仕事人（1980年）
    - 第50話「嘘技無用試し斬り」 - 高田屋弥兵衛
    - 第65話「散り技花火炸裂乱れ斬り」 - 鍵屋弥兵衛
    - 第75話「訴え技火だるま身替り消し」 - 境屋十兵衛

  - 必殺仕舞人 第6話「花笠音頭は地獄で踊れ -山形-」（1981年） - 庄内屋
  - 新・必殺仕事人
    - 第7話「主水 女の気持わかります」（1981年） - 泉屋仙造
    - 第28話「主水弁解する」（1981年） - 上総屋

  - 新・必殺仕舞人 第3話「三界節娘恋し父恋し」（1982年） - 庄屋彦兵衛
  - 必殺仕事人III
    - 第3話「アルバイトをしたのは同級生」（1982年） - 枡屋
    - 第35話「金融札に手を出したのはお加代」（1983年） - 善右衛門

  - 必殺仕事人IV[5]（1984年）
    - 第19話「秀、天気を当てる女に出逢う」 - 金兵衛
    - 第39話「加代 エリマキトカゲを目撃する」 - 藤兵衛

  - 必殺仕事人V 第21話「組紐屋の竜 右足を痛める」（1985年） - 一文字屋
  - 必殺仕事人V・激闘編 第18話「主水、お嬢様に振り回される」（1986年） - 久兵衛
  - 必殺仕事人V・旋風編 第10話「主水、ワープロをうつ」（1986年） -　伊良子屋
- 日本名作怪談劇場 第10話「怪談 死神」（1979年、12ch）- 文蔵
- 吉宗評判記 暴れん坊将軍 第131話「蜆汁から弾丸が出た!」（1980年、ANB / 東映） - 玉木屋浩蔵
- 鬼平犯科帳 第1シリーズ 第8話「おしま金三郎」（1980年、ANB / 東宝） - 高山の治兵衛
- 幻之介世直し帖 第5話「はやぶさ剣法罠を斬れ」（1981年、NTV / 国際放映） - 相良監物
- ザ・ハングマンシリーズ（ABC / 松竹芸能）
  - ザ・ハングマン 第16話「ドーベルマンを飼う悪女」（1981年） - 石坂哲三（弁護士）
  - ザ・ハングマンII 第20話「美人姉妹の危険な就職」（1982年） - 千野専務（大星物産）
  - ザ・ハングマンV 第3話「家庭教師の不倫がフォーカスされる!!」（1986年） - 桜井剛三（学徳会会長）
- 特捜最前線（ANB / 東映）
  - 第252話「或る挑戦!」（1982年）
  - 第313話「父と子のブルートレイン!」（1983年）
  - 第417話「誘拐ルート・5時間の追跡!」（1985年）
- 源九郎旅日記 葵の暴れん坊 第34話「黄金の伝説 大黒様と白兎」（1983年、ANB / 東映） - 菅沼織部正
- すみれさんが行く（1985年3月25日、NHK） - 医師
- 三匹が斬る! 第9話「十手旅、義賊が吹いたシャボン玉」（1987年、ANB / 東映） - 同心・神谷十三郎